# William Harris (6e comte de Malmesbury)
Pour les articles homonymes, voir William Harris.
William James Harris, 6e comte de Malmesbury (18 novembre 1907 - 11 novembre 2000), titré vicomte FitzHarris jusqu'en 1950, est un pair britannique.

## Biographie
Fils de James Harris (5e comte de Malmesbury), il fait ses études au Collège d'Eton et au Trinity College de Cambridge et, en tant qu'arpenteur, rejoint le Royal Hampshire Regiment. Après avoir quitté l'armée, il occupe divers postes, qui impliquent tous des travaux forestiers, agricoles ou d'arpentage . Il succède à son père au comté en 1950. En 1973, il devient Lord-lieutenant du Hampshire, poste qu'il occupe jusqu'en 1982. De 1966 à 1974, il est Verderer officiel de la New Forest.
Le siège de la famille est Greywell Hill House, près de Farnham dans le Hampshire.
Lord Malmesbury épouse Diana Carleton (1912–1990), fille de Dudley Carleton, 2e baron Dorchester, le 7 juillet 1932. Ils ont trois enfants :
- Sylvia Veronica Anthea Harris (née le 17 mai 1934), épouse John Maltby, fils du vice-maréchal de l'air Paul Maltby (en) ;
- Nell Carleton Harris (née le 3 juillet 1937), épouse le capitaine Michael Boyle, descendant de Henry Boyle (5e comte de Shannon) et de William Edmund Cradock-Hartopp, 3e baronnet, haut shérif du Warwickshire ;
- James Harris, 7e comte de Malmesbury (né le 19 juin 1946), épouse Sally Ann Rycroft, fille de Richard Newton Rycroft, 7e baronnet.

Il se remarie à Margaret Campbell-Preston (décédée en 1994) en 1991 et enfin à Bridget Hawkings le 5 juillet 1996.